# Catalunya Nord, la llengua enyorada
Catalunya Nord, la llengua enyorada és un film documental dirigida per Eugeni Casanova i David Valls, produïda per Zeba Produccions i Televisió de Catalunya, i estrenada el 10 de desembre de 2020 al canal 33. L'obra comptà amb el suport de la Càtedra UNESCO de Diversitat Lingüística i Cultural Barcelona de l'Institut d'Estudis Catalans, l'Institut Català de les Empreses Culturals i la Direcció General de Política Lingüística de la Generalitat de Catalunya.
L'obra gira entorn a la progressiva desaparició del català a les comarques nord-catalanes del Rosselló, el Conflent, el Vallespir, el Capcir i l'Alta Cerdanya, la qual ha passat de ser la llengua de carrer a córrer perill d'extinció. El documental repassa l'evolució sociolingüística d'aquesta regió a partir del testimoni dels darrers catalanoparlants, els quals exposen els motius que han provocat aquesta situació: la política repressiva de docents i centres escolars; la davallada demogràfica durant la Primera i la Segona Guerra Mundial, amb la corresponent instrucció xovinista de les Forces Armades de França; la planificació francesa d'omplir les zones perifèriques amb funcionaris francòfons de la república; l'onada massiva d'immigrants del nord de França, etc.
L'any 2020, l'obra fou escollida per a la selecció oficial de documentals del Festival Internacional de Cinema en Català (FIC-CAT), i guanyà el premi al millor documental. El 2023 el film va ser seleccionat finalista al Sardinia International Ethnographic Film Festival.